# 千佐都
千佐都（ちさと、1990年8月21日 - ）は、日本のミュージシャン。神奈川県や東京都を中心に活動する弾き語りシンガーである。神奈川県出身。血液型はB型。

## 来歴
幼少の頃より、父親の影響でカーペンターズやジョニ・ミッチェルといった1960年代から1970年代の洋楽を聴いて育つ。13歳の頃より独学でギターを学び、15歳から作詞作曲を開始する。また、中学では演劇部に所属し、そこで表現について学ぶ。
高校卒業後も、横浜のライブハウスの12周年記念コンピレーションアルバム（12アーティストによる）に選出、参加するなど、神奈川県や東京のライブハウスを中心に音楽活動を続けている。
2007年4月22日、USボーカル教室横浜南校主催「Spring Live 2007」を初ステージ、次いで4月28日にアコ趣味主催の「アコ趣味 Acoustic Concert」に出演した。主な受賞コンテストは以下の通りである。
- 2007年12月2日、アマチュア・ミュージシャンのコンテストとしては県下最大級の規模を誇る「横浜フッド」（Yokohama Hoood!!）第7回の「メンバー全員学生部門」においてグランプリを受賞する。
- 2008年2月16日、竹仲絵里とTBSラジオのコラボレーションイベント「Guitar Lady Contest」にエントリーし、審査員特別賞を受賞。現在メインで使用しているエレアコは、このとき副賞でもらったもの。
- 2008年7月30日、第2日本テレビが運営するMIT3G「高校生弾き語り選手権大会」においてグランプリを受賞する。
- 2008年9月23日、シングルCD「月あかり」をリリース。収録曲は「月あかり」「涙のダンス」「さよならフォークソング」の3曲。
- 2009年3月21日、ファーストワンマンライブ「Close To You」を横浜のライブハウスで実施。約100人の観客を動員する。

## 主な作品
月明かり
グランプリを受賞した横浜フッド出場時に使用した曲。また「高校生弾き語り選手権大会」優勝記念（グランプリの副賞）として作成したCDのタイトル曲でもある。本人は一押し曲と語っており、代表曲と言える。